# Snelling (Carolina del Sud)
Snelling è un comune degli Stati Uniti d'America, situato in Carolina del Sud, nella Contea di Barnwell.